# Hermann Geyer (General)

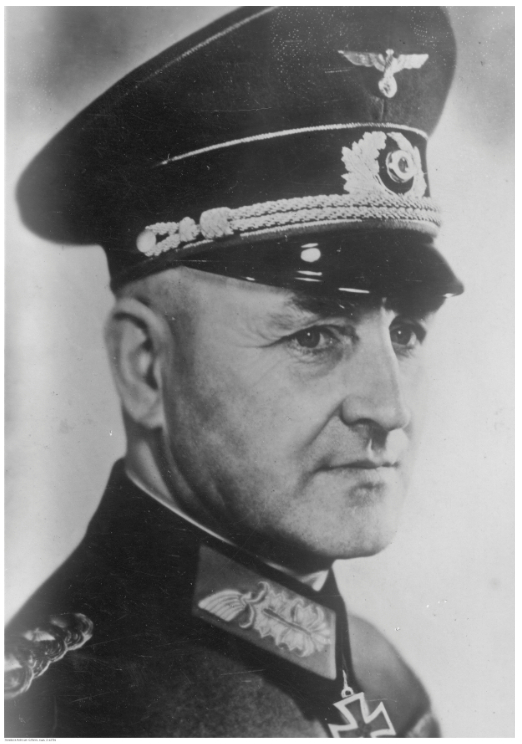
General der Infanterie Hermann Geyer (Juli 1940).

Hermann Geyer (* 7. Juli 1882 in Stuttgart; † 10. April 1946 am Wildsee bei Wildbad (Suizid)) war ein deutscher General der Infanterie im Zweiten Weltkrieg.

## Leben
Hermann Geyer trat am 4. Juli 1900 in Stuttgart als Fahnenjunker in das Grenadier-Regiment „Königin Olga“ Nr. 119 der Württembergischen Armee ein. In diesem wurde er am 25. Februar 1901 zum Fähnrich befördert und am 18. Oktober 1901 Leutnant. Nachdem er am 19. Februar 1910 zum Oberleutnant befördert wurde, kam er im Frühjahr 1913 für ein Jahr zum Generalstab. Am 13. September 1912 bekamen er und seine spätere Frau Charlotte, geb. Bernis, die Heiratserlaubnis.

### Erster Weltkrieg
Mit Ausbruch des Ersten Weltkriegs erfolgte am 2. August 1914 seine Beförderung zum Hauptmann und Versetzung in den Großen Generalstab. Ab dem 2. August 1916 wurde Geyer in das Füsilier-Regiment „Graf Roon“ (Ostpreußisches) Nr. 33 versetzt und kämpft seit dem 21. Mai 1916 als Kompanieführer mit dem Regiment an die Front. Ab 21. Mai 1916 fungierte er als stellvertretender Führer des I. Bataillons und wurde am 3. Juli 1916 dem Chef des Generalstabs des Feldheeres überwiesen, und damit am 12. August in den dortigen Generalstab versetzt. Zeitgleich erfolgte seine Kommandierung zur 103. Reserve-Infanterie-Brigade. Kurzzeitig gehörte Geyer dem Generalstab der 199. Infanterie-Division an, bevor er am 15. September 1916 wieder Verwendung im Generalstab beim Chef des Generalstabs des Feldheeres fand, wo er bis Kriegsende verblieb.
Im Januar 1918 beschrieb er die neuen Grundsätze der deutschen Infanterietaktik in seinem im Auftrag der Obersten Heeresleitung erarbeiteten Handbuch Der Angriff im Stellungskrieg über den Einsatz der Sturmtruppe.
Am 13. November 1918 wurde er zur Waffenstillstands-Kommission in Spa kommandiert und ab 14. März 1919 Mitglied der deutschen Friedensdelegation in Versailles.

### Zwischenkriegszeit
Nach dem Krieg wurde er in die Reichswehr übernommen und zunächst im Reichswehrministerium verwendet. Ab 1. März 1922 war Geyer beim Stab der Kommandantur des Truppenübungsplatzes Döberitz und am 1. Mai 1922 Kompaniechef im 13. (Württembergisches) Infanterie-Regiment. In der Zwischenzeit war er am 20. März 1922 Major geworden. 1923 wurde er beim Stab der 5. Division eingesetzt und am 1. Februar 1927 unter gleichzeitiger Beförderung zum Oberstleutnant Kommandeur des II. Bataillons des 13. Infanterie-Regiments. Am 1. Oktober 1928 wechselte er dann in das Reichswehrministerium, wo er am 1. November 1928 eine Abteilung übernahm und am 1. Februar 1930 Oberst wurde. Am 1. Februar 1931 wurde er zum Kommandeur des 17. Infanterie-Regiments in Braunschweig ernannt. Geyer gab dieses Kommando am 1. Oktober 1932 wieder ab und wurde zum Infanterieführer V ernannt sowie am 1. Dezember 1932 zum Generalmajor befördert.
Am 1. Februar 1933 wurde Geyer zum Chef des Generalstabes vom Gruppenkommando 2 ernannt und am 1. Januar 1934 zum Generalleutnant befördert. Nachdem er seit 1. August 1934 Kommandeur der 5. Division der Reichswehr war, wurde er durch den Aufbau der Wehrmacht Kommandierenden General des V. Armeekorps und gleichzeitig Befehlshaber vom Wehrkreis V. Dafür erfolgte die Beförderung zum General der Infanterie am 1. August 1936.
Seine beiden Stellungen behielt Geyer offiziell bis zum 30. April 1939. Er wurde aber wegen seiner kritischen Bewertungen über die Möglichkeiten des von Adolf Hitler gewollten Kriegs, wie noch drei weitere hohe Offiziere, vorzeitig verabschiedet. Wegen des von ihm vorgetragenen realistischen Standpunktes zum 1938 militärisch Möglichen, wurde er als politisch unzuverlässig eingestuft. Das Tragen der Uniform des Infanterie-Regiments 119 wurde ihm erlaubt.

### Zweiter Weltkrieg
Für den Zweiten Weltkrieg wurde Geyer wieder reaktiviert und am 25. Oktober 1939 Kommandierender General des IX. Armeekorps, das er während des Westfeldzugs und im Krieg gegen die Sowjetunion führte. Am 31. Dezember 1941 erfolgte seine Ablösung und Versetzung in die Führerreserve. Ohne wieder eine Verwendung erhalten zu haben, wurde Geyer am 31. Dezember 1943 aus der Wehrmacht verabschiedet und in den Ruhestand versetzt.

### Nachkriegszeit
Hermann Geyer lebte von 1943 an in Höfen an der Enz bei der Familie von Hans-Otto Metzger, zusammen mit seiner Frau Charlotte (1887–1948). Von April 1945 an amtete Geyer als Bürgermeister in Höfen, das in der französischen Besatzungszone lag. Als General Marie-Pierre Kœnig, der Oberbefehlshaber der französischen Besatzungstruppen in Deutschland, befahl, die Vertriebenen aus dem Osten in amerikanische Lager zu bringen, weigerte sich Geyer, den Befehl auszuführen. Er schrieb einen Brief an General Kœnig und nahm sich das Leben. General Kœnig verbot, General Geyer in Höfen beizusetzen. Einige Wochen später wurde Geyer auf den Friedhof von Höfen umgebettet.

## Familie
Sein älterer Sohn Hans-Peter (geb. 1914) starb 1942 als Hauptmann in Frankreich. Sein jüngerer Sohn Ulrich (1920–1948) kehrte ca. vier Wochen nach dem Freitod des Vaters aus der sowjetischen Gefangenschaft zurück. Er starb an Tuberkulose in der Lungenheilstätte Charlottenhöhe, Gemeinde Schömberg, einem Nachbarort von Höfen. Ebenfalls 1948 verstarb Geyers Ehefrau Charlotte.

## Auszeichnungen
- Eisernes Kreuz (1914) II. und I. Klasse[5]
- Ritterkreuz des Königlichen Hausordens von Hohenzollern mit Schwertern[5]
- Bayerischer Militärverdienstorden IV. Klasse mit Schwertern[5]
- Ritterkreuz I. Klasse des Albrechts-Ordens mit Schwertern[5]
- Ritter des Württembergischen Militärverdienstorden[5]
- Ritterkreuz I. Klasse des Friedrichs-Ordens mit Schwertern[5]
- Hanseatenkreuz Hamburg[5]
- Friedrich-August-Kreuz I. Klasse[5]
- Österreichisches Militärverdienstkreuz III. Klasse mit der Kriegsdekoration[5]
- Silberne Liakat-Medaille[5]
- Eiserner Halbmond[5]
- Offizierskreuz des Bulgarischen Militär-Verdienstordens[5]
- Spange zum Eisernen Kreuz II. und I. Klasse
- Ritterkreuz des Eisernen Kreuzes am 25. Juni 1940[6]